# Syców
Syców (in slesiano Sycůw, in tedesco Groß Wartenberg) è un comune urbano-rurale polacco del distretto di Oleśnica, nel voivodato della Bassa Slesia. Negli anni 1975-1998 il paese apparteneva alla provincia di Kalisz. Ricopre una superficie di 144,79 km² e nel 2012 contava 10 470 abitanti.

## Posizione geografica
Syców si trova a 27 chilometri a nord-est di Oleśnica, 52 chilometri a nord-est della città di Breslavia che è capoluogo regionale.

## Numero di abitanti
| Anni  | 1996   | 1997   | 1998   | 1999   | 2000   | 2001   | 2002   | 2003   | 2004   | 2005   |
| Syców | 10.625 | 10.722 | 10.756 | 10.825 | 10.840 | 10.843 | 10.891 | 10.837 | 10.818 | 10.786 |

| Anni  | 2006   | 2007   | 2008   | 2009   | 2010   | 2011   | 2012   | 2013 | 2014 | 2015 |
| Syców | 10.695 | 10.643 | 10.595 | 10.581 | 10.555 | 10.511 | 10.470 |      |      |      |

## Geografia antropica

### Frazioni
Il territorio comunale comprende le seguenti frazioni: Bielawki, Biskupice, Błotnik, Dłusko, Drołtowice, Działosza, Gaszowice, Komorów, Lesieniec, Ligota Dziesławska, Maliszów, Niwki Garbarskie, Nowy Dwór, Nowy Świat, Pawełki, Pawłowice, Radzyna, Ślizów, Stradomia Wierzchnia, Święty Marek, Szczodrów, Trzy Chałupy, Widawki, Wielowieś, Wioska, Wojciechowo Wielkie, Zawada, Zawady e Zieleniec.